# アンドレ・マルティンス
アンドレ・レナト・ソアレス・マルティンス（ポルトガル語: André Renato Soares Martins、1990年1月21日 - ）は、ポルトガル・ポルト県サンタ・マリア・ダ・フェイラ出身のプロサッカー選手。元サッカーポルトガル代表。ハポエル・ベエルシェバFC所属。ポジションはMF。

## 経歴

### クラブ
地元クラブでプレーを始め、2003年にスポルティング・クルーベ・デ・ポルトゥガルのアカデミーに入団。トップチーム昇格後は2部、3部のクラブにレンタルされ経験を積んだ。
2011–12シーズンに入ると負傷者が続出したこともあってベンチ入りの機会が増え、2011年10月20日のUEFAヨーロッパリーグ・FCヴァスルイ戦で途中出場しトップチームデビューを果たした。2016年6月30日、契約満了によりスポルティングを退団した。
2016年8月8日、オリンピアコスFCにフリーで加入。
2018年9月、スポルティングCP時代に指導を受けたリカルド・サ・ピントが監督を務めるレギア・ワルシャワへ加入した。契約期間は1年で、さらに1年延長する可能性もある。
2022年1月13日、ハポエル・ベエルシェバFCに1年半契約で移籍した。

### 代表歴
年代別代表ではトータルで40試合ほどに出場した。
2013年6月10日、クロアチア代表との親善試合で初キャップ。

## タイトル
スポルティング
- タッサ・デ・ポルトガル: 2014–15

オリンピアコス
- ギリシャ・スーパーリーグ: 2016–17

レギア・ワルシャワ
- エクストラクラサ: 2019-20, 2020-21

ハポエル・ベエルシェバ
- グヴィア・ハメディナ: 2021-22